# Víctor Cámara
Víctor Manuel Cámara Pareja (Caracas, 10 de junho de 1959) é um ator venezuelano.

## Biografia
Víctor pertence a uma família de artistas, é filho do ator Carlos Cámara e da atriz Elisa Parejo e irmão do também ator Carlos Cámara Jr. Ele estudou Engenharia eletrônica na Universidade Central de Venezuela e paralelamente tinha sua carreira de ator no teatro.
Ao longo de sua trajetória no teatro, ele foi vendedor de bilhetes, ajudante de palco, técnico de som, assistente de produção e assistente de direção, por isso conhece todas as áreas do teatro. Iniciou sua carreira como ator profissional em 1975, atuando no filme "Rosa de Francia".
Entre os projetos que formam seus passos pela televisão figuram as telenovelas: "La comadre", "Elizabeth", "Amada mía", "Acusada", "Rebeca", "La intrusa" e "Topacio", considerada sua novela de maior sucesso.
Em 1987 fez sua estréia no México, na telenovela La pobre señorita Limantur.
Em Miami Víctor atuou também em El amor no tiene precio e Bajo las riendas del amor. 
Em 2008 retornou ao México, onde participou da telenovela En nombre del amor.

## Filmografia

### Telenovelas
- Escándalos (2016) .... Leonardo Aristizábal
- Voltea pa' que te enamores (2015) .... Juan Ramón Amezcua
- Guerreras y Centauros (2015) .... José Antonio Páez
- El talismán (2012) .... Manuel Bermúdez
- Natalia del mar (2011-2012)... Adolfo Uzcategui
- Perro amor (2010).... Pedro Brandon
- En nombre del amor (2008).... Orlando Ferrer
- Bajo las riendas del amor (2007).... Antonio Linares
- Mi amor secreto (2006)
- El amor no tiene precio (2005).... Nelson
- Soñar no cuesta nada (2005).... Arturo Hernández
- Rebeca (2003).... Sergio Montalbán
- Las González (2002).... Rómulo Trigo
- Guerra de mujeres (2001).... Armando
- Hechizo de amor (2000).... Jorge Luis Larrios
- Toda mujer (1999).... Ricardo Tariffi
- El país de las mujeres (1998).... Camilo Reyes
- Pecado de amor (1996).... Alejandro
- Peligrosa (1994).... Luis Fernando
- Rosangélica (1993).... Argenis
- Inés Duarte, secretaria (1991).... Andrés Martan
- Bellísima (1991).... Ricardo Linares
- Paraíso (1989).... Adrian Arturo
- La intrusa (1987).... Luis Antonio Rossi
- Rebeca (1985)
- Topacio (1984).... Jorge Luis
- Bienvenida Esperanza (1983).... Gerardo Aparicio
- La pobre señorita Limantur (1983)
- Jugando a vivir (1982).... Máximo Leal
- ¿Qué pasó con Jacqueline? (1982)
- Luisana mía (1981).... Alfredo
- La comadre (1979)

### Cinema
- 13 segundos (2007).... Dr. Eduardo Valladares
- Rosa de Francia (1995)